# Hypocysta pelusiota
Hypocysta pelusiota är en fjärilsart som beskrevs av Hans Fruhstorfer 1911. Hypocysta pelusiota ingår i släktet Hypocysta och familjen praktfjärilar. Inga underarter finns listade i Catalogue of Life.